# Idaios von Himera
Idaios von Himera aus dem 6. oder 5. Jahrhundert v. Chr. (?) war ein antiker griechischer Philosoph. Er wird zu den Vorsokratikern gezählt. Über das Leben des Philosophen aus der ionischen Schule ist so gut wie nichts bekannt.
Nach Sextus Empiricus (adv. mathem., IX. 360) hat er wie Anaximenes die Luft als Prinzip der Dinge bestimmt.
In der Diels-Kranz-Nummerierung trägt er die Nummer 63.